# Algernon
Az Algernon francia illetve normann eredetű angol férfinév. Jelentése valószínűleg: szakállas vagy bajuszos.

## Gyakorisága
Az 1990-es években szórványosan fordult elő, a 2000-es és a 2010-es években nem szerepel a 100 leggyakoribb férfinév között.
A teljes népességre vonatkozóan a 2000-es és a 2010-es években az Algernon nem szerepelt a 100 leggyakrabban viselt férfinév között.

## Névnapok
- január 1.[2]

## Híres Algernonok
„Algernon” utónevű személyek szócikkeinek listája a Wikidata alapján